# Zelffertiel

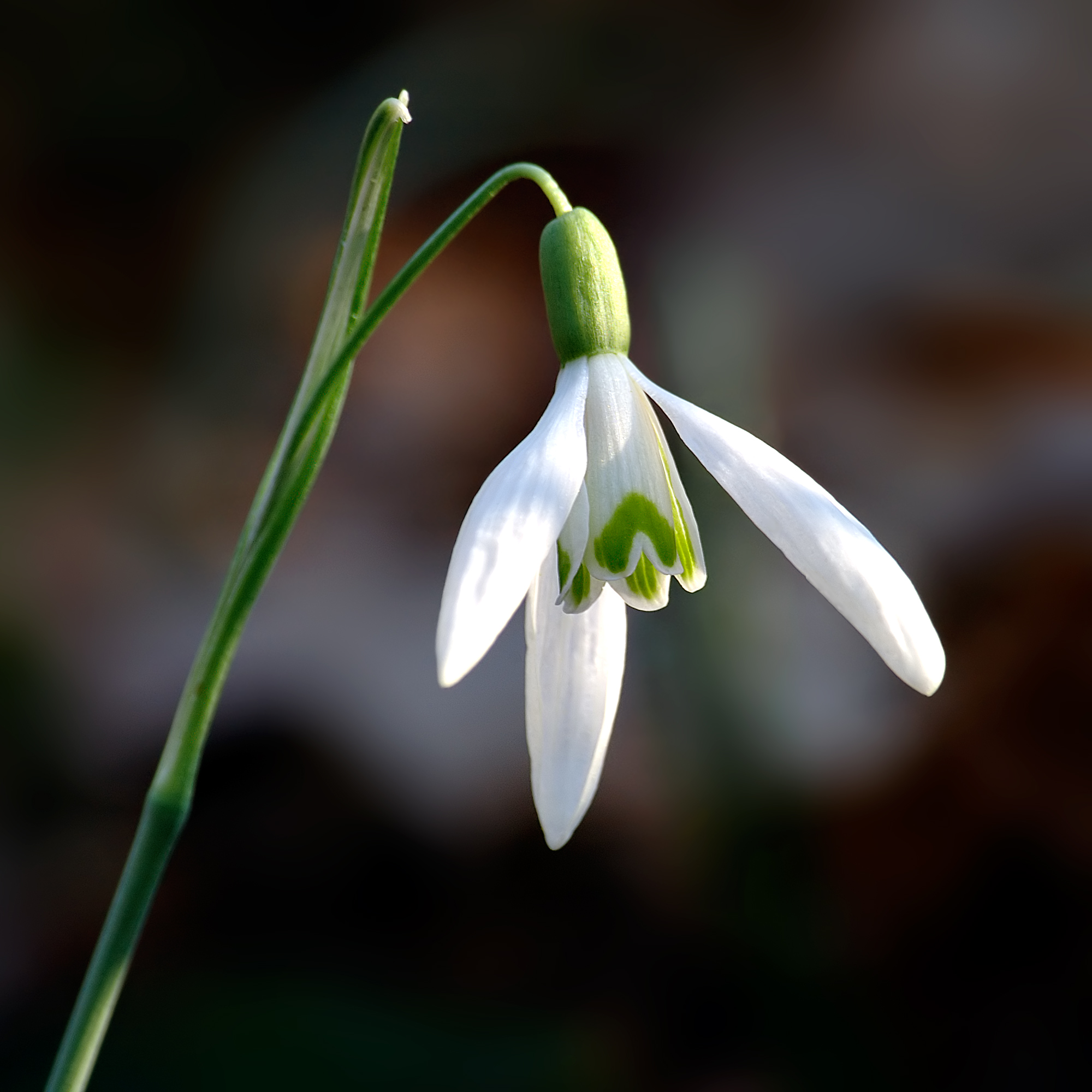
Het sneeuwklokje is zelffertiel.

De term zelffertiel of zelfverdraagzaam bij planten betekent dat eigen stuifmeel bevruchting kan geven. Dit soort planten heten zelfbestuivers. Het is voor de bevruchting dan niet noodzakelijk om verschillende rassen naast elkaar te zetten. Wel geeft kruisbestuiving vaak grotere vruchten.
Bij pruim komen zowel zelfverdraagzame als zelfonverdraagzame rassen voor. Zelfonverdraagzame rassen kunnen alleen vruchten geven als de bloemen door stuifmeel van een ander ras bevrucht worden.